# Томленович, Мате
Мате Крешимир Томленович (хорв. Mate Kresimir Tomljenovic; род. 3 августа 1993, Загреб, Хорватия) — хорватский хоккеист. Бывший игрок сборной Хорватии по хоккею с шайбой, ныне выступает за сборную ОАЭ.

## Биография
Воспитанник хоккейного клуба «Младост» Загреб. Выступал юниорские словацкие команды «Зволен» и «Дубница». С 2011 по 2013 год являлся игроком загребского «Медвешчака», выступал за юниорскую команду, а также за дубль в чемпионате Хорватии. В сезоне 2013/14 выступал во второй словацкой лиге за команду «Детва». В сезоне 2014/15 — вновь в составе «Медвешчака», 21 февраля 2015 года дебютировал в Континентальной хоккейной лиге в матче против рижского «Динамо», пропустил 3 шайбы. Сезон 2015/16 провёл в чемпионате Польше за команду «Ястшембе», сыграл 11 матчей. В 2016 году подписал двухлетний контракт с «Медвешчаком».
В 2011 году дебютировал за сборную Хорватии на чемпионате мира по хоккею с шайбой. С 2023 года представляет сборную ОАЭ.
.